# Liste der Monuments historiques in Cours-les-Bains
Die Liste der Monuments historiques in Cours-les-Bains führt die Monuments historiques in der französischen Gemeinde Cours-les-Bains auf.

## Liste der Objekte
| Bezeichnung               | Beschreibung                             | Standort                        | Kennzeichnung | Schutzstatus | Datum | Bild |
| ------------------------- | ---------------------------------------- | ------------------------------- | ------------- | ------------ | ----- | ---- |
| Skulptur Madonna mit Kind | Holz, polychrom gefasst, 17. Jahrhundert | in der Kirche Notre-Dame (Lage) | PM33001313    | Inscrit      | 1978  |      |